# Östra härad, Blekinge län

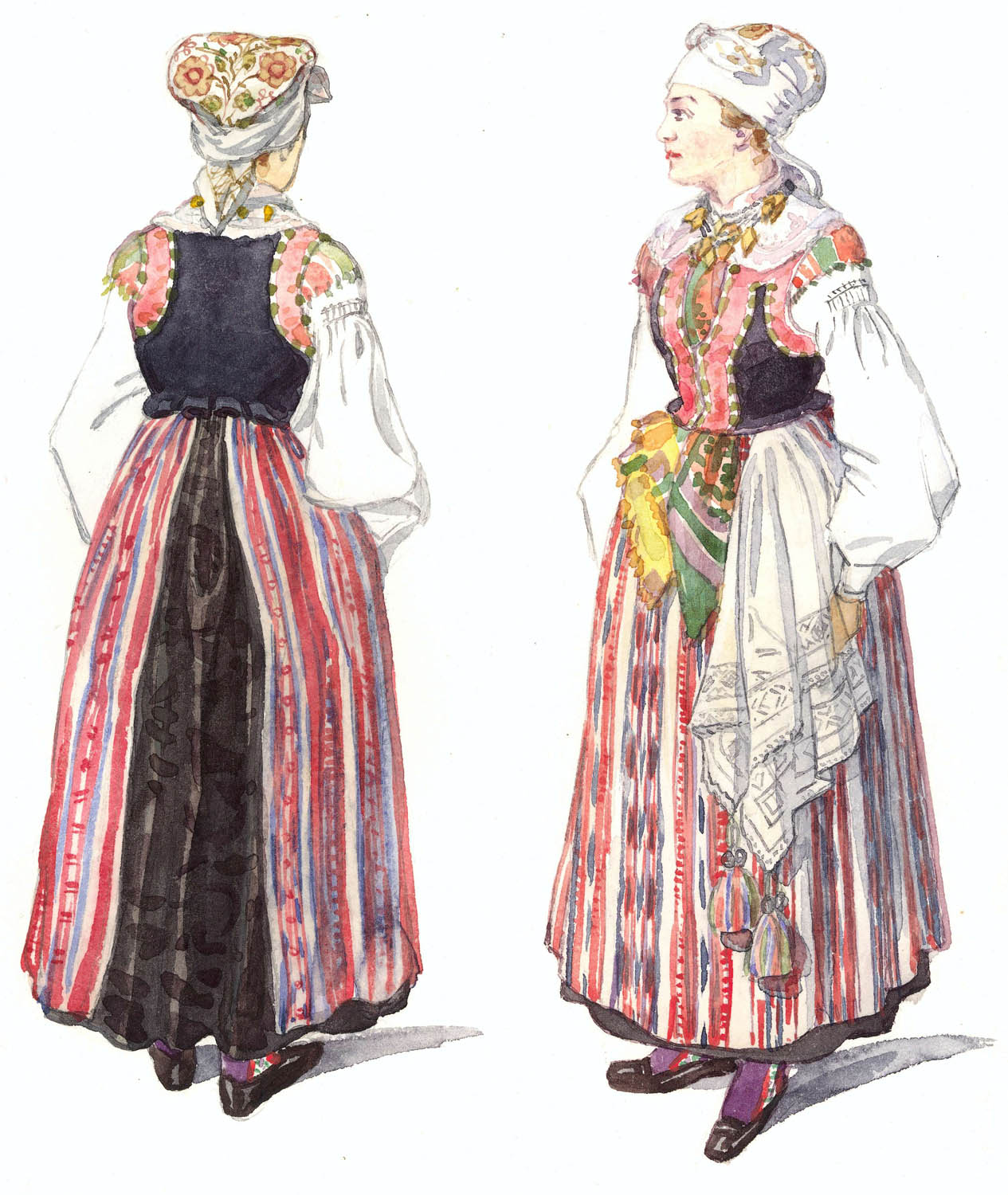
Östra häradsdräkt.

Östra härad var ett härad i östra Blekinge och Blekinge län som numera utgör delar av Karlskrona kommun. Häradets areal var 645,08 kvadratkilometer varav 630,99 land.  Tingsplats var Lyckeby.

## Geografi
Östra härads område begränsas mot Småland av Brömsebäck och kantas mot havet av en betydande skärgård. De största öarna bildade egna socknar. Längst i sydost ligger Torhamns udde samt Utlängan och Utklipporna. Från slättbygderna längs kusten övergår häradets område inåt land i sjörik skogsbygd. Östra härad genomflyts av Lyckebyån. 
År 1934 hade häradet 14842 hektar åker och 30889 hektar skogsmark. Samma år förekom, vid sidan av jordbruk, stenindustri samt fiske.
I öster ligger Kristianopel, som förr var köping. Lyckeby med Vedebylund är en gammal handelsplats norr om Karlskrona.

## Häradsvapen
Blasonering: "I fält av silver ett rött halster".
Vapnet är inte officiellt fastställt

## Socknar
Samtliga inom Karlskrona kommun.
- Augerums socken
- Jämjö socken
- Kristianopels socken
- Lyckeby socken till 1743/1871
- Lösens socken
- Ramdala socken
- Rödeby socken
- Sturkö socken
- Tjurkö socken
- Torhamns socken

## Län, fögderier, tingslag, domsagor och tingsrätter
Häradet hörde till Blekinge län. Församlingarna tillhör(de) Lunds stift.
Häradet och dess socknar tillhörde följande fögderier:
- 1720-1885 Östra och Medelstads fögderi
- 1886-1917 Östra fögderi
- 1918-1990 Karlskrona fögderi

Häradet och dess socknar ingick i 
- 1683-1947 Östra härads tingslag som ingick i följande domsagor:
  - 1683-1694 Östra och Medelstads härads domsaga
  - 1695-1755 Östra, Medelstads, Listers och Bräkne härads domsaga
  - 1756-1762 Östra, Listers och Bräkne härads domsaga
  - 1763-1770 Östra, Medelstads, Listers och Bräkne härads domsaga
  - 1771-1848 Östra och Medelstads härads domsaga
  - 1849-1936 Östra härads domsaga
  - 1937-1947 Östra och Medelstads domsaga.
- 1948-1970 Östra och Medelstads tingslag i Östra och Medelstads domsaga Hit överfördes sedan från Bräkne och Karlshamns domsaga 1952 Öljehults socken och 1967 Bräkne-Hoby socken
- 1971-1973 Östra och Medelsta tingsrätt för de socknar som inte uppgått i Karlskrona stad
- 1974-2001, 1 juli Karlskrona tingsrätt och dess domsaga från 1971 för de socknar som uppgått i Karlskrona stad
- 2001- Blekinge tingsrätts domsaga

## Häradshövdingar
Se respektive domsaga